# 钾
钾是一種化學元素，化學符號为K，原子序數为19，原子量為39.0983 u。
鉀最早於植物的灰燼中所分離出，故其名稱源自植物的灰燼（英語：pot ash）。在元素週期表中，鉀屬於鹼金族，所有鹼金屬在外部電子殼中都具有單價電子在離子鹽中發生。其易被去除電子而形成具有正電荷的離子──陽離子（陽離子可與陰離子結合形成鹽）。
鉀元素在自然界裡僅以離子化合物存在，是一種柔軟的銀白色鹼性金屬。在空氣中會迅速氧化，遇水會劇烈反應，產生足夠的熱量以點燃反應中釋放的氫氣，並放出藍紫色的火焰。它被發現溶解於海水（自然界中的鉀以化合物的形式溶解於海水中，按重量百分比計為0.04％），是許多礦物質的一部分。
鉀與鈉的化學性質非常相似，而鈉是元素週期表第1族中鉀的前一個元素。它們具有相似的第一電離能，讓原子丟棄其最外層唯一的電子。在1702年，鉀與鈉被懷疑可以與相同的陰離子結合形成類似的鹽類，並且在1807年以電解證明。天然存在的鉀由三種同位素組成，其中的40
K是放射性的。微量的40
K存在於所有鉀中，它是人體中最常見的放射性同位素。
鉀離子對所有活細胞的功能非常重要。正常的神經傳遞需要鉀離子通過神經細胞膜轉移；過低或過量的鉀也都會導致許多身體的徵兆或症狀，包括心律異常和各種心電圖異常。新鮮水果和蔬菜是鉀的良好來源。身體攝取鉀時，血漿中的鉀離子濃度會上升，造成鉀離子從細胞外往細胞內移動，增加腎臟對鉀離子的代謝。
鉀的大多數工業應用了鉀化合物（例如鉀皂）在水中的的高溶解度。含鉀的農業肥料佔了全球鉀化學產物的95%，用於補救因大量生產作物而耗盡鉀的土壤。

## 性質
钾的熔点、硬度低，比钠更活泼，在空气中很快氧化。钾的密度小于水，大于煤油。鉀和水會產生劇烈反應（產生高温使自己熔成一個銀白色的球，釋放大量氫，使金属球在水面高速移動，氢气燃烧，可以看到紫藍色的火焰，生成氢氧化钾。方程式如下：
{\displaystyle {\rm {2K+2H_{2}O\rightarrow 2KOH+H_{2}\uparrow }}}
钾可以和卤族、氧族元素反应，还可以使其他金属的盐类还原（熔融状态下），对有机物有很强的还原作用。
鉀容易與氧反應 在表面形成紫色的氧化鉀
{\displaystyle {\rm {4K+O_{2}\rightarrow 2K_{2}O}}}
鉀為爆炸性和易燃的物質，一般以汽油或煤油封存。

## 发现
1807年由英国化学家戴维首次用电解法从熔融氢氧化钾中制得金属钾，并定名。

## 名称由来
拉丁語：，這個單字不存在於古典拉丁語中，這是由永斯·贝采利乌斯創造的新拉丁文名詞。這個名詞起源於阿拉伯语：（al-qalyah），本義為植物灰燼。qaly是刺沙蓬一类的植物，古人焚烧这种植物，从灰烬中可以的得到不纯的钾盐和钠盐混合物，进而和石灰水反应可以得到强碱溶液。這個阿拉伯名詞傳入歐洲後，被拼為alkali，意為鹼。永斯·贝采利乌斯以此命名钾为kalium。
鉀英文名「potassium」則由「Potash」衍生而來。当时的人们焚烧木材，其灰烬用水浸泡，取上清液，在铜锅里煮沸除去水分，可得不纯的钾盐混合物，称为草木灰（英語：Potash，Pot-Ashes：pot锅，ash灰烬，译作“草木灰”）。戴维使用的氢氧化钾就是从草木灰转化而来的，因此将钾命名为potassium。

## 分布
钾在自然界中只以化合物形式存在。在云母、钾长石等硅酸盐中都富含钾。钾在地壳中的含量约为2.09%，居第七位。在海水中以钾离子的形式存在，含量约为0.1%。钾在海水中含量比钠离子少的原因是由于被土壤和植物吸收多。在动植物体内也含有钾。正常人体内约含钾175克，其中98%的钾贮存于细胞液内，是细胞内最主要的阳离子。

## 制备
这种元素通过将其常见的氢氧化物进行电解而得到。將氢氧化钾与卤化物进行熔融电解，再经真空蒸餾製得。
早期，由法国化学家給呂薩克和泰纳尔发明的隔绝空气加强热于碳酸钾、碳粉、铁粉、明矾混合物的方法也被用于制备粗钾，并被用于当时的一种打火机中。

## 同位素
已发现的钾的同位素共有16种，包括钾35至钾50，其中只有钾39和钾41是稳定的，其他同位素都带有放射性。

## 應用
钾主要用作还原剂及用于合成中。钾的化合物在工业上用途很广。钾盐可以用于制造化肥及肥皂。钾对动植物的生长和发育起很大作用，是植物生长的三大营养元素之一。
鉀金屬在工業上可作為較強的還原劑。鈉鉀合金在一些特殊冷卻設備中作為熱傳導的媒介。

## 对人体的影响

### 營養代謝
鉀是人體必需的礦物質營養素，是體細胞內主要的陽離子，體重70公斤的成年男性體內，鉀含量約3500mEq。飲食中的鉀離子在小腸中很容易被吸收。人體鉀離子主要流失途徑有80-90%是由腎臟經尿液排除，其餘10-20%是由糞便排出。腎臟對於鉀離子具有調控作用，藉以維持鉀離子濃度在正常範圍內。基於彌補身體的流失量以維持正常儲存及血漿濃度的平衡，成人每日的最小需要量為200 mg。含鉀豐富的食物 （页面存档备份，存于）包括乳制品、水果、蔬菜、瘦肉、内脏、香蕉、葡萄干、金枪鱼、菠菜、鳄梨、酸奶、鲑鱼、石榴、扁豆、蘑菇、牛奶等。飲食建議攝取量如下：
| 鉀充足攝取量 (公克/天) |
| 0.4                    |
| 0.7                    |
| 3.0                    |
| 3.8                    |
| 4.5                    |
| 4.7                    |
| 4.7                    |
| 5.1                    |

钾可以调节细胞内适宜的渗透压和体液的酸碱平衡，参與细胞内糖和蛋白质的代谢。有助于维持神经健康、心跳规律正常，可以预防中风，并协助肌肉正常收缩。在摄入高钠而导致高血压时，钾具有降血压作用。細胞對鉀的調節與鈉鉀泵（Na+/K+ pump）和鉀離子通道有關。

#### 低血鉀（Hypokalemia）
人体钾缺乏可引起心跳不规律和加速、心电图异常、肌肉衰弱和烦躁，最后导致心跳停止。一般而言，身体健康的人，会自动将多余的钾排出体外。但肾病患者则要特别留意，避免摄取过量的钾。
導致低血鉀的原因包括：長期嘔吐、腹瀉、糖尿病酸中毒、神經性厭食症、長期營養不良、慢性酒精中毒、腎上腺腫瘤、燙傷、臨床上常見的電解質異常、吸收不良或血鉀過度流失、或使用某些藥物而使血中之鉀濃度不夠。輕度低血鉀（血清鉀濃度3.0-3.5meq/L）經常是沒有症狀；中度低血鉀（血清鉀濃度2.5-3.0meq/L）有非特異性的症狀像是虛弱、疲倦、便秘等；嚴重低血鉀（血清鉀濃度<2.5meq/L）可能發生肌肉壞死，甚至呼吸肌麻痺衰竭。補充鉀離子是治療低血鉀的最根本辦法。

#### 高血鉀（Hyperkalemia）
血中鉀離子濃度高於5.5 mEq/L時稱為高血鉀，可能因攝取過多、排泄減少、或因鉀離子由細胞內轉移至細胞外液等原因造成。一般以腎臟衰竭病患容易發生高血鉀。當人體發生高血鉀時，會有血壓降低、心律不整、心電圖改變、嚴重時會有心室纖維顫動、心跳停止。神經肌肉的症狀在早期為肌肉震顫、痙攣、感覺異常等情形，晚期則會有肌肉無力、弛緩性麻痺、呼吸停止。此外也會出現噁心、嘔吐、腸蠕動增加、腹瀉、腹絞痛等消化系統的症狀及少尿、無尿等泌尿系統的症狀。

#### 相關遺傳性疾病
- 家族性低血鉀週期性無力症（familial hypokalemic periodic paralysis），為自體顯性遺傳疾病，相當罕見。突變的基因CACNL1A3是一種鈣離子通道。疾病的特徵是突然發生的肌肉麻痺與血清鉀濃度<2.5meq/L。血鉀減少的原因可能是大量攝取碳水化合物或鈉離子而誘發，會在24小時內自然消退，但有時會引起致命性心率不整[11]。
- 李德爾氏綜合徵（Liddle's syndrome）為隱性遺傳疾病。此遺傳異常會因為礦物皮質醛酮增高，影響到腎臟離子輸送活性，刺激集尿管細胞對鈉離子的再吸收，造成代謝性鹼中毒和低血鉀。
- 巴特氏症候群（Bartter's syndrome）為亨利氏環（loop of Henle）和近曲小管的鈉運輸蛋白（chloride-associated sodium transporters）失去活性或功能[12]。
- 吉特曼氏綜合症（Gitelman's syndrome）是腎臟遠曲小管（distal convoluted tubule）鈉運輸蛋白失去活性或功能。

## 外部連結
- 元素钾在洛斯阿拉莫斯国家实验室的介紹（英文）
- —— 钾（英文）
- 元素钾在The Periodic Table of Videos（諾丁漢大學）的介紹（英文）
- 元素钾在Peter van der Krogt elements site的介紹（英文）
- WebElements.com – 钾（英文）

- 钾代谢